# Damjan Damjanow
Damjan Damjanow (bułg. Дамян Дамянов, ur. 18 stycznia 1935 w Sliwenie, zm. 6 czerwca 1999 w Sofii) – bułgarski poeta.

## Życiorys
Urodził się 18 stycznia 1935 w Sliwenie, Królestwie Bułgarii. W 1953 roku ukończył liceum w swoim rodzinnym mieście, a w 1961 ukończył studia na Uniwersytecie w Sofii, gdzie studiował filologię bułgarską. W latach 60. pracował jako konsultant literacki w gazecie Młodzież Narodna (Народна младеж) oraz jako redaktor działu poezji magazynu Płomień (Пламък). Po raz pierwszy opublikował wiersze w roku 1949. W gazecie Dzieło sliwenskie (Сливенско дело), a następnie opublikował utwory poetyckie w środkowej prasie literackiej.
Odrębne prace poety оpublikowane są w wydaniach literackich w języku węgierskim, rosyjskim, białoruskim oraz ukraińskim.